# Gerrit Kloss
Gerrit Kloss (* 19. September 1961 in Braunschweig) ist ein deutscher Altphilologe.

## Leben
Kloss studierte von 1982 bis 1989 Klassische Philologie, Allgemeine und Indogermanische Sprachwissenschaft sowie Papyrologie in Göttingen, Tübingen und Florenz und legte 1989 sein Erstes Staatsexamen in Griechisch und Latein in Göttingen ab. Von 1989 bis 1990 arbeitete er am Sonderforschungsbereich „Literarische Übersetzung“ an der Universität Göttingen mit. 1992 wurde er dort auch promoviert, seine Dissertation erschien 1994 unter dem Titel Untersuchungen zum Wortfeld „Verlangen/Begehren“ im frühgriechischen Epos. Zwischen 1990 und 2000 arbeitete er am Göttinger Seminar für Klassische Philologie als wissenschaftlicher Mitarbeiter und (von 1994 an) als wissenschaftlicher Assistent. 1999 habilitierte er sich mit der Studie Erscheinungsformen komischen Sprechens bei Aristophanes. Nachdem er von 2000 bis  2002 eine Mitarbeiterstelle in Köln bekleidet und von 2002 bis 2003 den Lehrstuhl des verstorbenen Sprachwissenschaftlers Hubert Petersmann vertreten hatte, wurde er 2003 zu dessen Nachfolger als ordentlicher Professor für Klassische Philologie (Lateinische und Griechische Sprachwissenschaft) an der Ruprecht-Karls-Universität Heidelberg berufen.
Gerrit Kloss ist Mitbegründer und -herausgeber des Göttinger Forums für Altertumswissenschaft.

## Forschungsschwerpunkte
- altlateinische Metrik, insbesondere Komödienverse (Plautus, Terenz) und Saturnier
- literarische Papyri, vor allem Hellenika Oxyrhynchia
- Priapeen (Catull, Carmina Priapea)
- Fiktionalität in der Antike

## Publikationen
- Zum Problem des römischen Saturniers. In: Glotta. 71 (1993), 81–107.
- Untersuchungen zum Wortfeld „Verlangen/Begehren“ im frühgriechischen Epos. Göttingen 1994 (= Hypomnemata 105).
- Kritisches und Exegetisches zu den Carmina Priapea. In: Göttinger Forum für Altertumswissenschaft. 1 (1998), S. 9–28 und 81–82.
- Catulls Brückengedicht (c. 17). In: Hermes. 128 (1998), 58–79.
- Erscheinungsformen komischen Sprechens bei Aristophanes. Berlin/New York 2001 (= Untersuchungen zur antiken Literatur und Geschichte 59).
- Möglichkeit und Wahrscheinlichkeit im 9. Kapitel der aristotelischen „Poetik“. In: Rheinisches Museum. 146 (2003), 160–183 (online).
- Überlegungen zur Verfasserschaft und Datierung der Carmina Priapea. In: Hermes. 133 (2003), 464–487.
- Mythos und Realität: Paradoxe Phantastik in antiken Texten. In: Nicola Hömke, Manuel Baumbach (Hrsg.): Fremde Wirklichkeiten: Literarische Phantastik und antike Literatur. Heidelberg 2006, S. 143–159.